# 鄭周永
鄭周永（：／ Jeong Ju-yeong，1915年11月25日—2001年3月21日），號峨山（：／），韩国企业家，现代集团创始人和首任会长，韩国全国经济人联合会第13-17届会长（1977年2月至1987年2月）:118:179，1995年被《时代》周刊评为亚洲商业六巨子之一:6，1999年入選美国《商业周刊》“举世瞩目的企业家”:318。郑周永被誉为韩国的财界总统，並有“在韩国现代史的每个重要关头都留下足迹的时代巨人”之稱:简介2。在韩国有句话说，可能有人不知道韓國总统是谁，但没有人不知道郑周永:184。
郑周永出生于朝鲜贫苦的农民家庭，白手起家，早年曾经营过米店和汽车修理铺。韓國光复后，他以汽车修理和建筑业起家，后进入汽车制造、造船、电子等领域。在朴正熙执政期间，他所创建的现代集团迅速发展成为韩国最大的财阀之一。20世纪80年代，现代集团在世界500强企业中名列前100名:简介1。1997年，郑周永的净资产60亿美元，是亚洲10大富翁，世界30大富翁之一:6。
郑周永是1988年汉城奥运会申办促进委员会的会长。在当时韩国内外都极不看好汉城的情况下，郑周永带领韩国申办队，击败了众人所看好的日本名古屋，夺得奥运会承办权，为汉城成功申办1988年奥运会立下汗马功劳:190-193:122-125:45。他同时也是位“民间外交家”:151，是第一位访问苏联、中华人民共和国和朝鲜的韩国企业家:2，为韩国与苏联和中国建立外交和经贸关系起到了推动作用，并为改善朝鲜半岛南北关系，发挥了重要的作用:179-188。
郑周永通过峨山财团来支持公益事业。据估计在其职业生涯中，他一共捐献了10亿多美元用于慈善事业。1997年《福布斯》杂志的一份调查表明，郑周永是仅次于沃尔特·丹内贝里（12亿美元）和乔治·索罗斯（11亿美元）的第三大慈善家。:252

## 生涯

### 少年时代

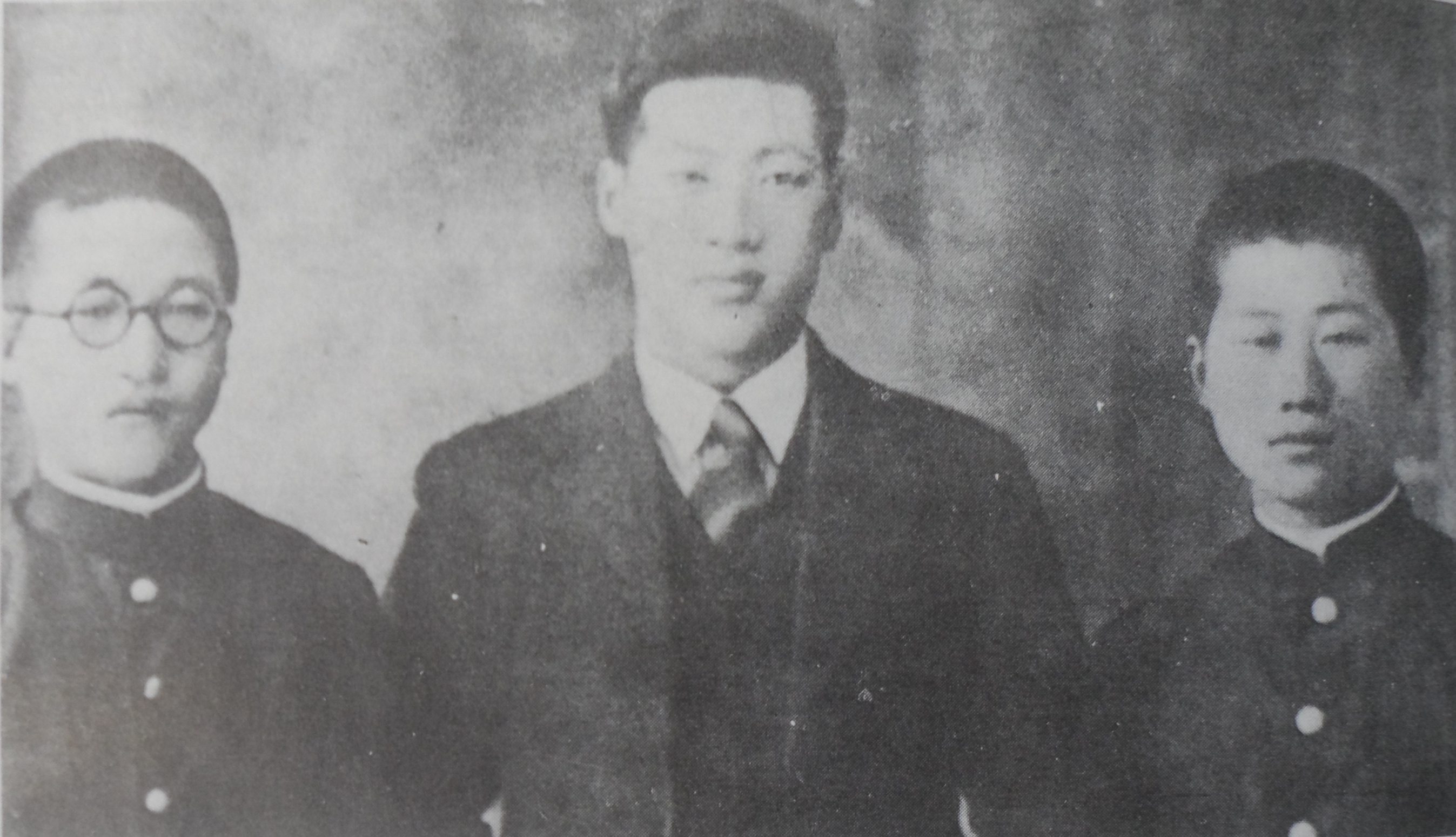
青年时代的郑周永（中），左一为郑仁永

郑周永1915年11月25日（农历十月十九日）出生于日治朝鲜江原道通川郡松田面峨山村的一个贫苦农民家庭，是家中长子，有六个弟弟和两个妹妹。郑周永本貫河東鄭氏，祖辈在咸镜北道明川郡居住了十一代，后搬到吉州郡居住了四代。甲午年间，郑周永的曾祖父为躲避战乱从吉州搬到峨山。他的祖父是位私塾教師，膝下有七个儿女。郑周永的父亲是长子，负责照管家务和六个弟弟妹妹，以及自己的儿女。:2-3:1-3
6-8岁，郑周永在他爷爷的书堂上了三年学，后于1924年就读于通川郡松田公立小学。10岁时，郑周永就开始帮他的父亲干农活。由于他是长子，他的父亲希望郑周永能像自己一样，照管家务和弟弟妹妹。1930年3月，郑周永从松田小学毕业，他原本打算继续读书将来作名教師，但由于贫困，他不得不放弃学业，成为家里的主要劳动力。:3-6:3-7
郑周永并不理解父亲对土地的执著，他不甘心一辈子作农民过朝饭夕粥的贫苦生活。区长家有一份全村仅有的《东亚日报》，他每天都去区长家看报纸。从报纸上，他得知外面世界的丰富多彩，于是萌发离开家乡，到大城市打工的想法。他先后三次离家出走到大城市寻找机会，但都被他的父亲抓回家。1932年冬，在三次离家出走失败后，郑周永被父亲说服，原本安安稳稳地在家种地。但1934年，峨山遇到了百年不遇的大旱，庄稼绝收，不仅朝饭夕粥的生活没有保证，就连饮水都成了问题。一种可怕的“浮黄”病并也开始在村里流行。在这种情况下，他再次恳求父亲让他出去挣钱。最终，三次离家出走不成的郑周永，在死神的帮助下获得了自由。:7-21:7-21

### 早期创业

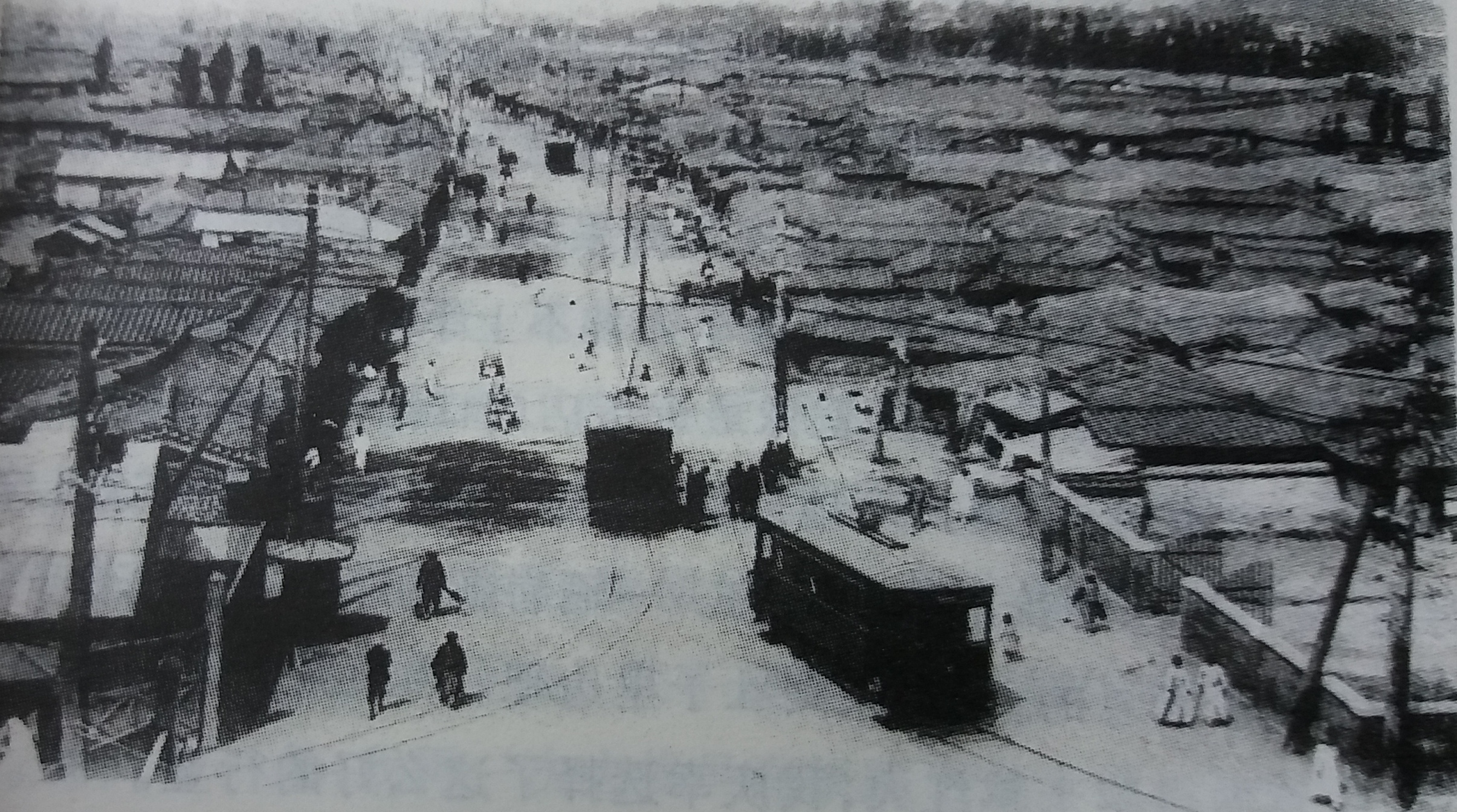
1930年代京一商会所在的汉城新堂洞

这次离家后，郑周永先后在仁川、京城作苦力、短工、杂役，但挣到的钱只能糊口。不过，他最终找到一份比较满意的工作，在“福兴商会”作粮米送货员。每月除12元钱的工资外，米店还提供一日三餐。郑周永在米店工作很努力，得到了老闆和客户的赞誉，工资几个月后就提高到了每月18元。年终发大米的时候，他往家里运回了18袋大米。他的父亲辛苦一年也得不到这么多的粮食。:21-24:21-24
1938年年初米店老板生病后，由于唯一的儿子游手好闲挥霍光了家产，米店老板于是将米店过给诚实勤奋的郑周永来。就这样，郑周永没花一分钱就拥有了自己的第一份产业，并挂出“京一商会”的新招牌。由于良好的信誉和服务，郑周永的京一商会生意兴隆，规模也越做越大。他把乡下的堂弟接到京城与他一起经营米店:21-24:21-24。不过好景不长，1937年7月7日，卢沟桥事变之后，随着中日战争的爆发，朝鲜总督府下了战时体制令，1939年12月，开始实行粮食配给制。郑周永被迫只好把粮店兑出去回到家乡。他用挣来的钱在家乡买下了2000坪的水田，并遵父命与松田面面长边炳权的女儿边仲锡结了婚:18:25-26。

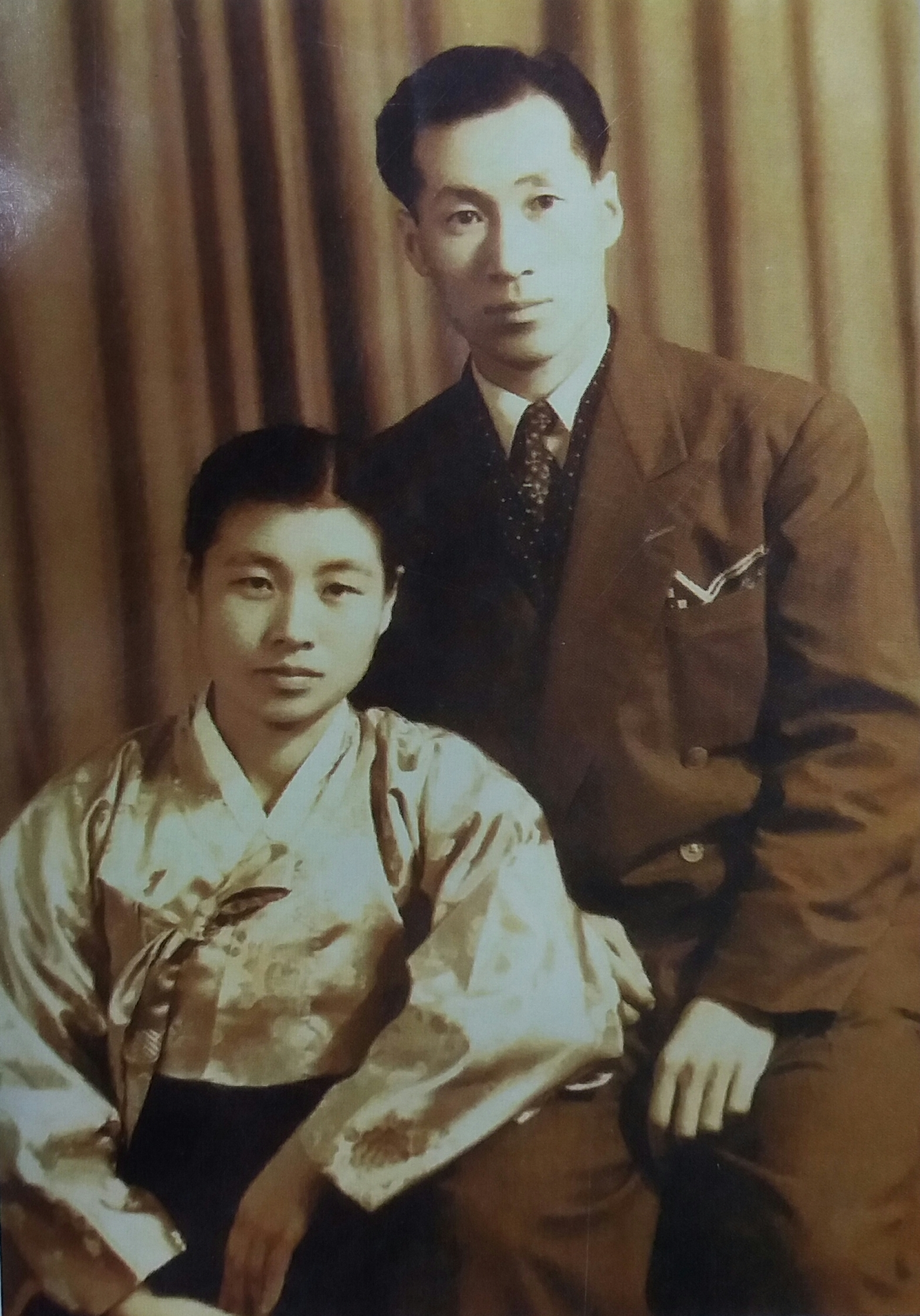
郑周永与妻子在釜山的合影

1940年初，郑周永再次回到京城。在两位搞机械的朋友推荐下，郑周永贷款与他们合伙买下了一个日本人经营的汽车修理厂。郑周永的朋友是个很有名气的汽车通，因此修理厂的生意非常好。半个多月后，他就还清了一半的贷款。他也一边经营，一边向他的朋友学习修车。一日，由于学修车到深夜，郑周永就在值班室过了夜。第二天清晨，他原本想烧点热水洗脸，但一不小心失手引发了一场大火，将修理厂和场内的几辆正在修理的汽车烧毁。困境之中，郑周永凭借他以往在米店的良好信誉再次贷到了款，重建了修理厂。经过辛勤的劳动，他还清了贷款。重建后的修理厂生意非常红火，短短的3年时间，小小的修理厂为他赚取了极大的利润。太平洋战争爆发后，日本人在1942年颁布“企业整备令”，强制朝鲜所有企业纳入军需企业之中。郑周永的汽车修理厂被兼并后，他的两个朋友抽走了股金。他与日本人也纠纷不断，最后于1943年适时退出了合作。:25-28:28-33
郑周永卖掉修理厂回到家乡后，得知二弟仁永和三弟顺永可能被日本军队徵去当兵。为了帮他们倆躲避兵役，他找到了在经营修理厂时认识的一位矿业经理。这位经理的儿子与“朝鲜制炼”有往来，郑周永恳求他能让两个弟弟在“朝鲜制炼”下属的矿山干活，因为当时规定在军需矿山做工的可以免除兵役。之后，他还承包了把矿石运往平壤船桥里的运输合同，交了3万元的抵押金。这段130多公里的运输路线，山路崎岖，路面颠簸，汽车经常出现事故。但日本人却总是挑他们的毛病，什么装多了，装少了，珍贵的矿石撒到路上了。为了能让两个弟弟免除兵役，郑周永只好忍气吞声，默默忍耐。这样苦撑了两年多，1945年5月郑周永实在忍耐不下去了，把承包合同转给了想代替他的人，拿着3万押金和2万元所得带着家人离开矿山。在他离开矿山三个月后，日本就无条件投降了。那座矿山变成了废矿，那里工作的日本人全部被苏联红军抓去作俘虏了。郑周永说这是“神”的保佑。:23-24

### 创建现代建筑
1945年日本无条件投降后，郑周永在京城承包了美军兵器库的汽车发动机更换和汽车维修业务。在美军拍卖敌产时，他买下京城中区草洞106号的一块地皮，建起一座汽车修配厂，1946年4月挂出“现代汽车工业社”的牌子。战后的汽车修配业生意很好，现代汽车工业社的职工很快从30人增加到80人。不过，郑周永发现，搞建筑在战后是个更为赚钱的行业。于是他于1947年5月25日在现代汽车工业社旁边成立“现代土建社”。当时，现代土建社只有1名建筑技术人员和10余名建筑工人，但在成立的第一年便拿到了一个1530万元的工程，并很快在建筑业站稳脚跟。1950年1月10日，郑周永将现代汽车工业社和现代土建社合并成立现代建设株式会社，即现代建设。:31-32:35
1950年6月，朝鲜战争爆发，郑周永原本想带着家人逃命，但他患中风的母亲却怎么也不肯和他同去。当时郑周永一家20口人挤在汉城郭岩洞一个狭小的瓦房内。他觉得家人应该用不着担心，于是他安顿好家人后，与在《东亚日报》外讯部当记者的二弟郑仁永，随着难民潮一起逃命，最终来到釜山。凭借《东亚日报》外讯部的记者证，他的二弟郑仁永应聘当上了美军司令部的翻译。凭借他二弟的这层关系，郑周永拿到了美军军营10人宿舍的业务。后来，他的现代建筑成了唯一纳入美軍第八軍團建设队伍中的韩国建筑企业，几乎独揽了第八集团军所有的建筑项目。美军的工程都是随军工程，美军打到哪，郑周永也就跟到哪里。美军打到汉城后，郑周永也得以和家人团聚。中国人民志愿军参战后，郑周永携家人和公司员工随联合国军撤回到釜山。两个月后，美军又收复汉城，郑周永和家人又回到當地:33-40:37-40。1952年12月，艾森豪威尔当选美国总统。为兑现他参选时要以和平方式解决朝鲜战争的承诺，艾森豪威尔要亲自来韩国。郑周永的公司承揽了艾森豪威尔在韩下榻的云岘宫改造任务。云岘宫是朝鲜高宗生父興宣大院君）的宫院，内部设施陈旧不堪，工程难度很大，但工期只有15天，但郑周永带领他的工人们却提前3天完成了任务，美军第八集团军的负责人验收后乐得合不上嘴:33-35:34-35。

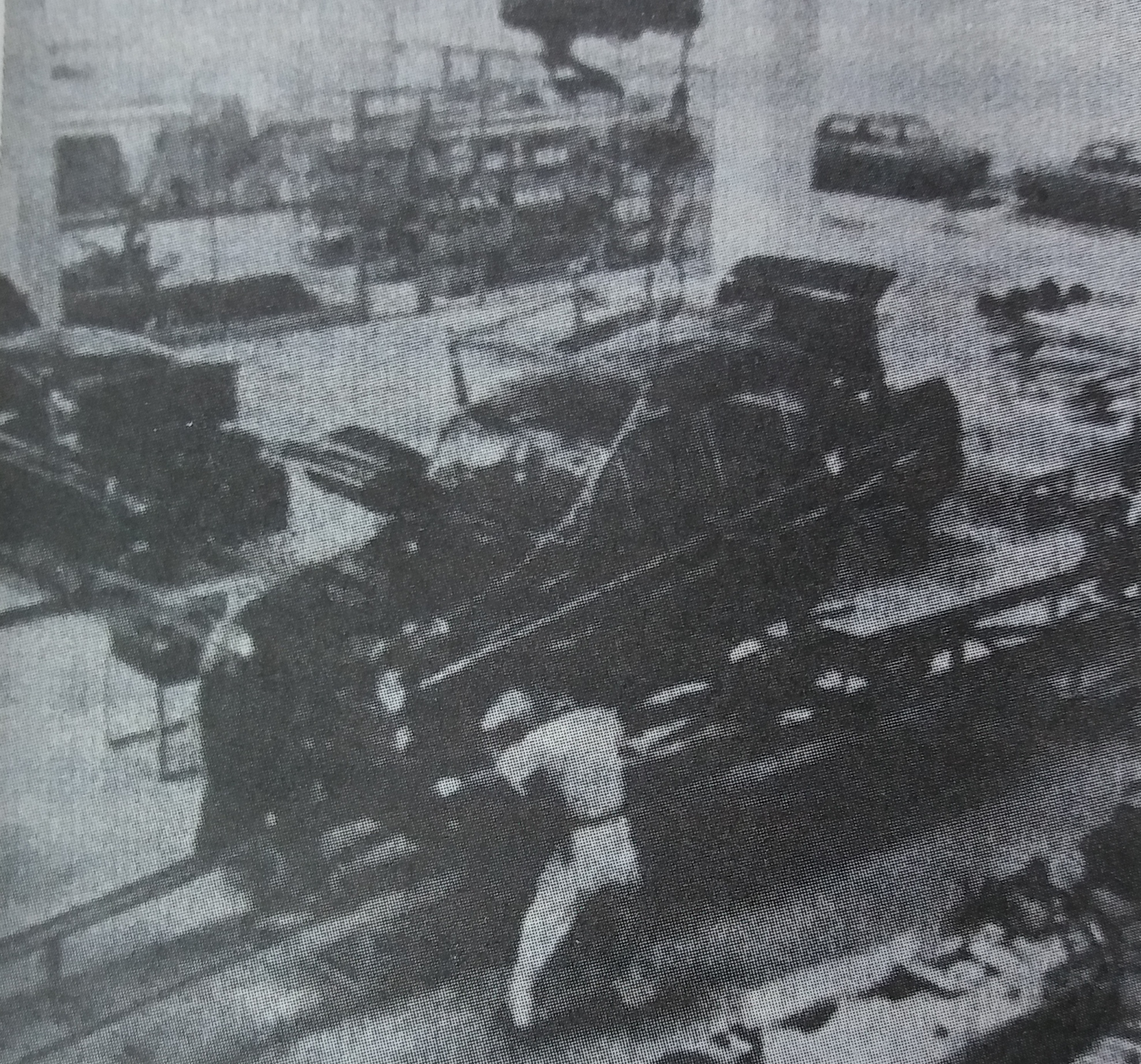
创业初期的现代汽车工业社

1953年朝鲜战争停战后，大部分美军撤到日本。郑周永除承接美军工程外，还承揽了韩国政府的一些紧急修复工程。1953年4月至1955年5月的洛东江高灵桥工程使现代建设首次出现6500万元的巨额赤字。为了解决资金周转问题，他的弟弟顺永、妹夫金永柱，现代建筑副社长崔基浩卖掉了房子。郑周永原本也想把自己的房子卖掉，但在大家的极力劝说下还是把郑氏一门象征的房子留了下来，而是卖掉了草洞汽车修配厂的地皮。最终使工程完工:40-43:42-45。郑周永宁可倒闭也不失信用的做法得到韩国政府的好评。现代建设因此获得承担韩国政府工程的特权。1957年至1959年，现代建设成功承建汉江人行桥工程，获得合同工程费40%的厚利。现代建设在经营管理和工程技术方面都上了一个新台阶，成为韩国建筑界六强之一。:36:36-46
1962年7月，郑周永利用美国国际开发署（AID）提供的贷款兴建现代丹阳水泥厂。1964年7月，水泥厂正式投产，年产量为20万吨，其生产的虎牌水泥问世后就打入国际市场。远销越南的第一批产品为现代赚到40万美元的利润。在水泥厂生产材料的保证下，现代建设承建工厂，特别是发电厂的比重大幅提高。与此同时，现代建设在建设丹阳水泥厂的过程中也积累了大量的技术和人才储备。在现代内部，建设丹阳水泥厂这一事件称为现代建设的“三一运动”。:37-38:49-51
1965年，郑周永开始开拓海外建筑市场。1965年11月，现代建设拿到了韩国建筑公司的第一个海外工程泰国那拉特高速公路的承建合同。虽然由于泰国气候、设备落后、缺乏经验等原因，现代建设最后在这个项目赔了钱，但现代从此跻身国际建筑市场，为日后发展开拓了广阔的空间。:137:56-6320世纪70年代初，中东战争引发全球性的石油危机，全球经济因此陷入滞涨。郑周永认为进军中东建筑市场是打开国际市场的绝好时机。由于之前泰国那拉特高速公路的失败，他的决定遭到他弟弟兼现代建设社长郑仁永的反对。两人因此结束了多年的合作。但郑周永还是启动了其中东计划，同时承建了巴林造船厂、沙特海军基地海上工程、伊朗造船厂和中东新水泥厂四项大工程。:38
1975年，郑周永击败其它发达国家建筑公司拿到总工费高达15亿美元号称“20世纪最大工程”的沙特朱拜勒产业港工程。在克服了技术难关、工人罢工等各种困难后，现代建设只用36个月的时间就完成了工程，比计划提前了8个月。中东建筑市场的丰厚利润，使现代建设发展成为世界级的企业。由于有了泰国建高速公路的经验，郑周永在1968年承建了韩国首条高速公路京釜高速公路，之后还承建了昭阳江水坝等工程。:38-39:37:94-100

### 创建现代汽车

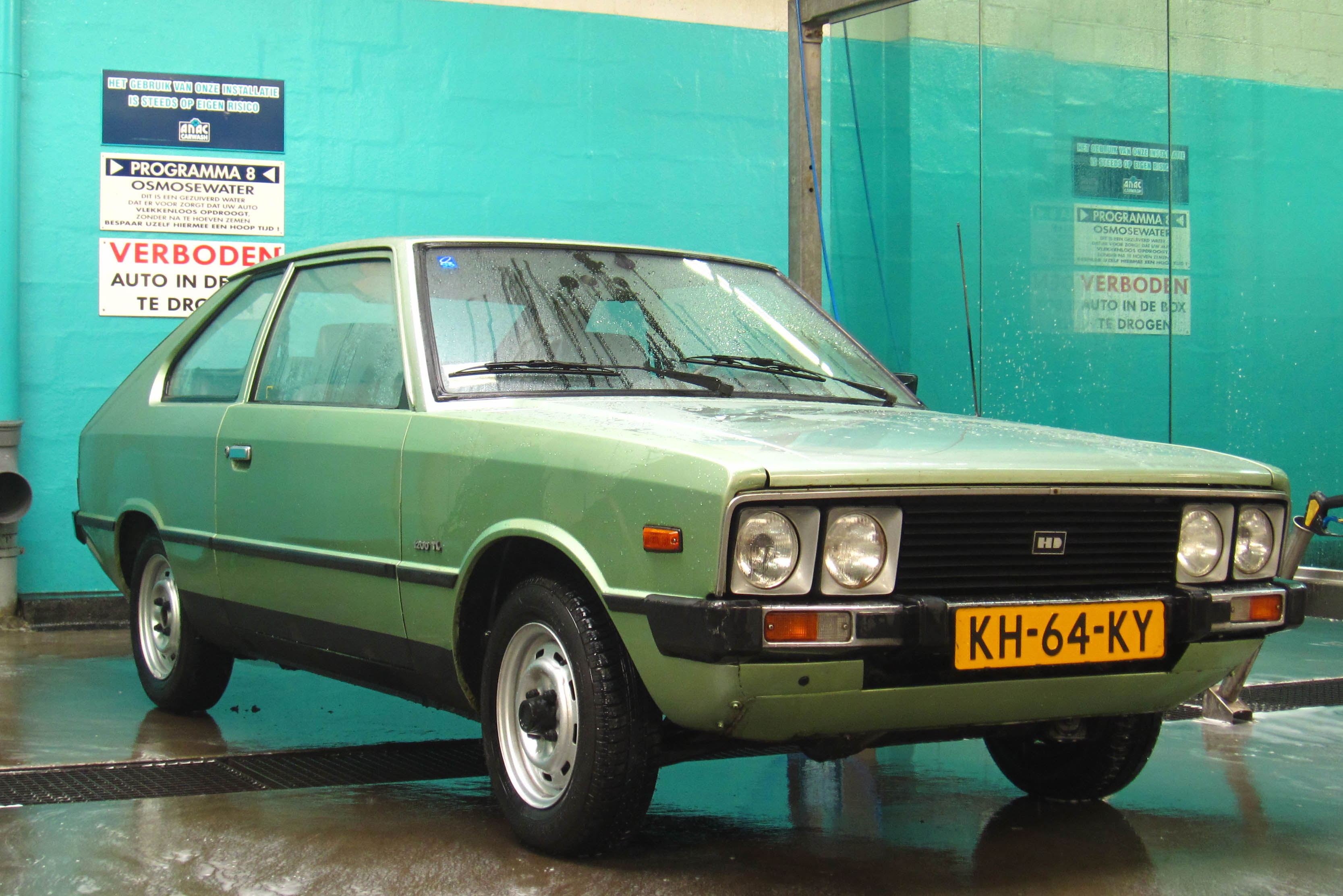
韩国自主研发的首辆国产轿车现代Pony第一代

早年开修车厂的经历使郑周永与汽车接下了不解之缘。1966年4月，美国福特汽车来韩寻找合作伙伴。但福特专员对韩国当时的“起亚”和“新进”两家汽车企业的生产条件并不满意，失望地回美国了。郑周永得知后，立即让在美国为丹阳水泥厂扩建寻找资金的四弟郑世永与福特联系。1967年2月，福特负责海外业务的副总一行来到韩国与郑周永谈判。双方最终于同年10月末基本达成协议。同年12月，郑周永注册成立了“现代汽车株式会社”，并于1968年3月开始在蔚山修建厂房。福特公司当时认为郑周永至少要用3年的时间才能把厂房建好，但当年11月，现代汽车生产的“CORTINA”小轿车就已经源源不断地开出工厂。1970年，郑周永与福特的第一个合作协议期满后，由于双方就投资比例达不成共识，现代最终终止了与福特的合作，开始走国产化道路。:75-79:40-41
1974年，现代自主研发的第一个车型“现代Pony”在第55届都灵车展亮相。“Pony”由意大利设计师设计，采用日本三菱的发动机，韩国制造，国产化率达到90%:171:41。1976年1月，首批国产Pony轿车开始批量生产并出口南美，开创了韩国汽车海外出口的先河:171。1978年，现代汽车产量达到57,054辆，占韩国全国总产量的65%:41。
20世纪80年代，现代已经发展成为韩国最大的汽车生产商，设有160个国内销售网点和443个海外销售网点，汽车远销北美、中南美、非洲、中东等63个国家和地区，外销汽车2.5万辆。1983年，现代Pony出口加拿大取得巨大成功。1985年就卖出7.9万辆。1985年，现代汽车在投资3亿美元建设了一座年产10万辆小轿车的汽车装配厂。1986年，Pony进入美国市场，当年销售即达到16万辆，并登上美国《幸福》杂志两大畅销产品之列:43:176:103-105。

### 创建现代重工
早在20世纪60年代初，郑周永就有建造船厂的梦想，并曾在1966年参观过日本横滨船厂、川崎船厂和神户船厂:82:111-112。在韩国第三个五年经济开发计划期间，重化工产业成为经济开发战略的重点:39。

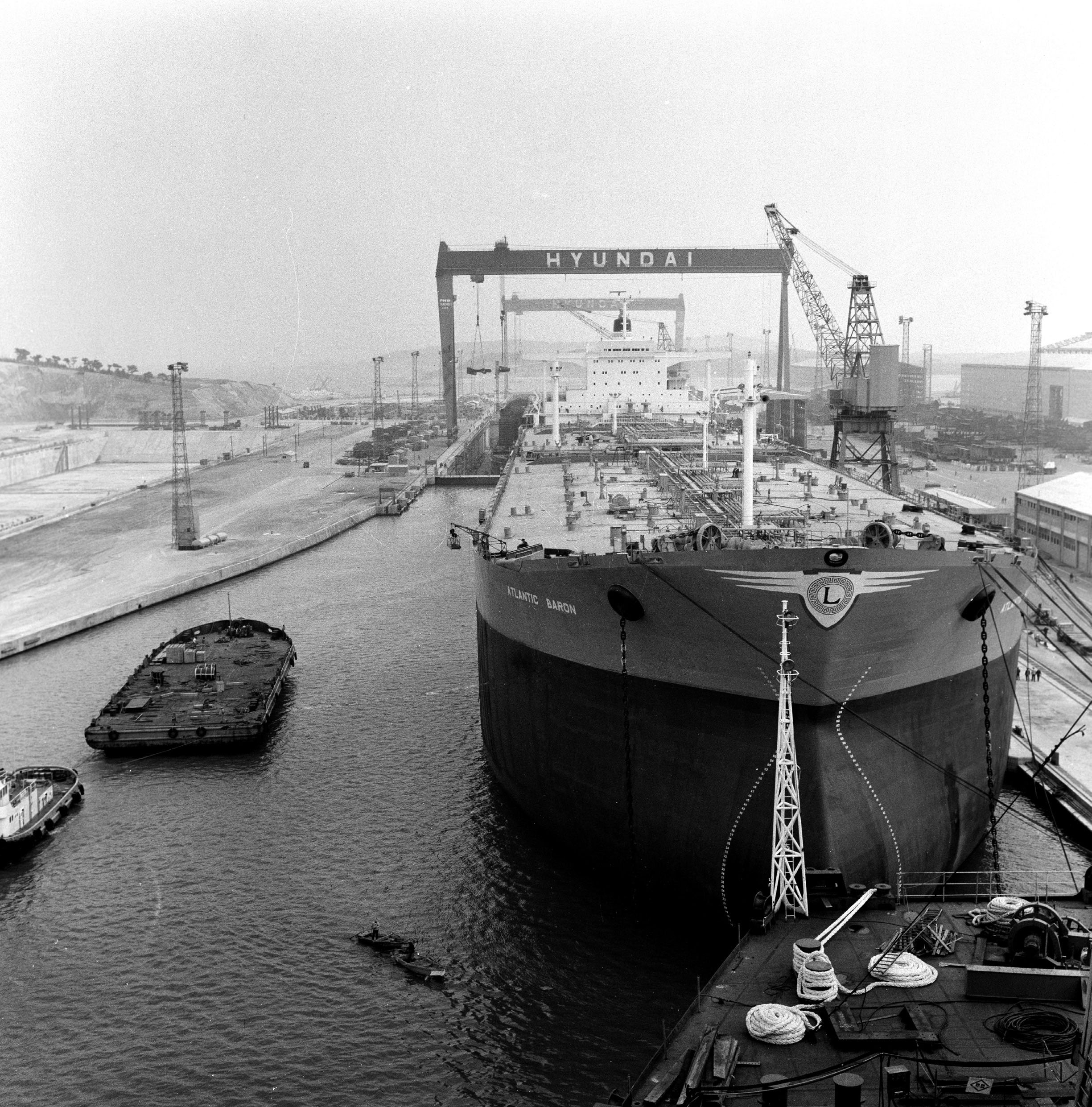
1976年现代重工蔚山造船厂

1970年3月，现代成立造船工作部，开始着手选址征地等基础工作。1971年初，现代在英国伦敦成立办事处:83:115。郑周永到访了英国埃普勒道公司和斯克特里格公司，与这两家英国造船公司签订了技术转让和负责包销的协议。在郑周永的努力下，现代拿到了英国勃克莱银行的贷款，并向英国输出信用保险局提出了担保申请。之后，郑周永找到了第一个买主希腊大船主巴诺斯。1971年夏，郑周永在瑞士与巴诺斯以低于国际市场16%的价格签订了建造2艘25万吨级油轮的合同:85-87:40。
1972年3月23日，现代蔚山造船厂举行了奠基仪式。时任韩国总统朴正熙参加了奠基仪式。1973年4月，蔚山造船厂举行了1号船奠基仪式，正式投产。1973年12月28日，现代造船株式会社（现代重工）正式成立。1974年6月28日，现代举行了蔚山造船厂竣工典礼和两艘油轮的命名仪式。总统夫人陆英修亲自为两艘油轮命名。两艘油轮缓缓下水:87-89。现代集团仅用27个月的时间便建造了一座现代化的造船厂和两艘巨轮，创下世界造船速度的记录。1981年，现代用16个月的时间建造了第二座船厂，年造船能力达到215万吨，获得世界1/5的船舶订单，使韩国成为仅次于日本的世界第二大造船国:40。1983年，现代重工的船舶订单占到世界造船市场的五分之一，并于1985年取代日本三菱公司成为世界最大的船舶制造商:43。

### 申办奥运会
1979年，韩国时任总统朴正熙宣布汉城准备申办第24届奥运会，并打算以成功举办奥运会作为韩国从发展中国家跃升为发达国家之列的奠基石。不过，同年10月，朴正熙不幸遭到暗杀身亡，韩国国内出现动荡。1980年12月，韩国政府在不利的条件下依然向国际奥委会本部正式提交了申办1988年奥运会的申请。国际奥委会接受了韩国的申请，并于1981年3月派团对汉城举办奥运会的条件进行了考察。虽然汉城申办奥运会是全斗焕总统的指示并得到了安企部部长的积极支持，但包括韩国总理在内的许多韩国官员认为，与日本竞争申办权不可能成功，即便申请成功，举办奥运会所需的巨额资金将是韩国财政沉重的负担，会使韩国经济崩溃，因此都不支持申办奥运会。汉城市长对此闭口不谈，韩国奥委会委员对申办奥运会也非常悲观，认为在国际奥委会的82张选票中，韩国最多也就能获得三四张。为保全面子，不在投票表决时输的太惨，韩国文教部部长决定让民间经济界人士出任申办促进委员会会长的职务，并指认担任全国经济人联合会会长的郑周永出任此职。:190-192:122-123
深知此事重要性的郑周永很爽快地接受了任命，并迅速开始开展工作。为节约举办奥运会的经费，他决定把一些大学和城市的现有体育场馆进行改造，作为奥运会的竞技场。奥运村也采取先用后售，在环境优美的地方盖小公寓，等奥运会结束后再出售给国民，不用政府出钱。他还把修地铁和道路的费用从举办经费中去除，因为即便不办奥运会，这些工程也是要进行的。他相信只要全体国民上下一心，共同为申办奥运出把力，那就一定会成功。:192-193:124-125

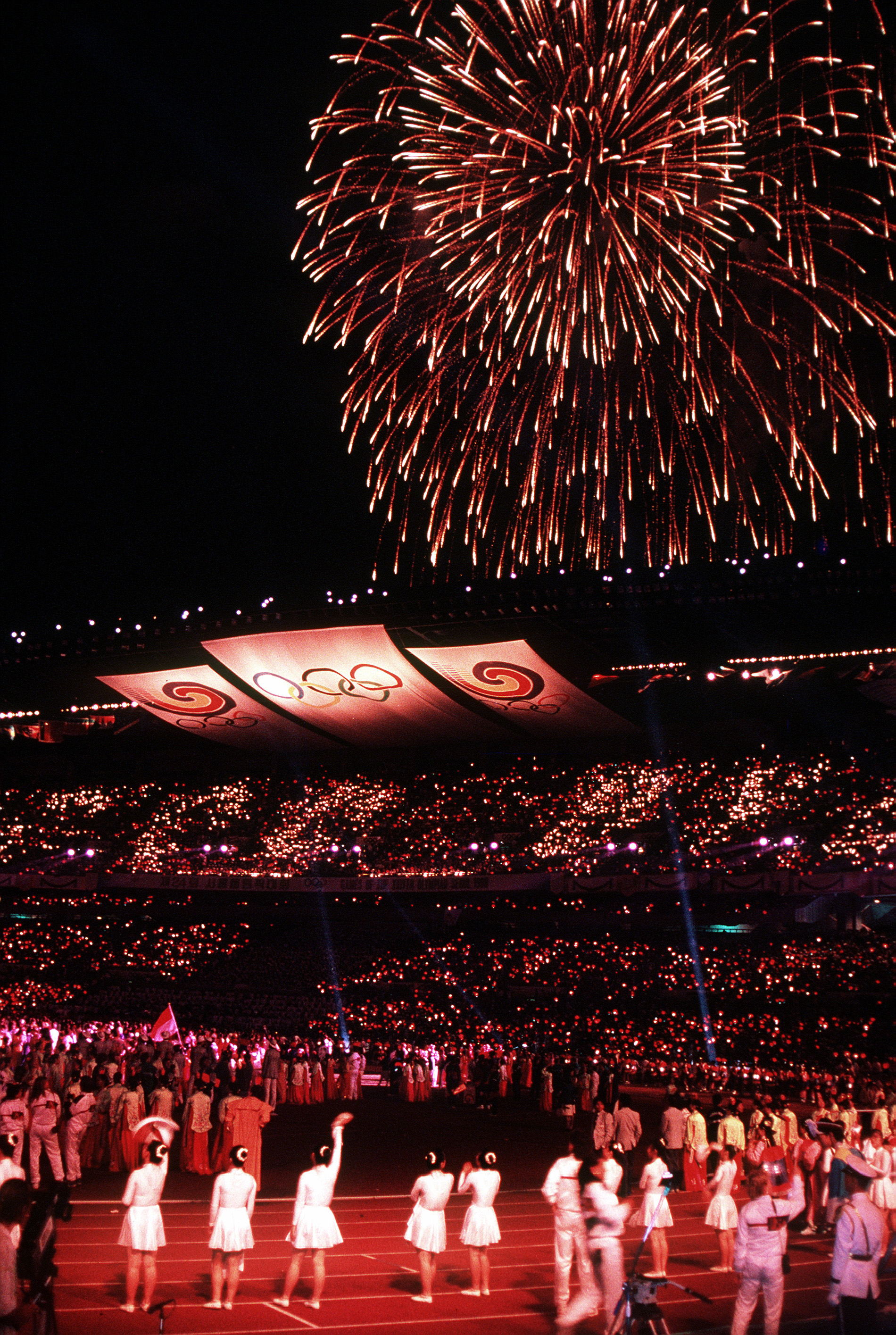
1988年夏季奥林匹克运动会

为参加在德国巴登巴登举行的申办活动，郑周永向汉城市和韩国总理申请了一个1.8亿元的预算，用于布置宣传会场、制作宣传电影和手册等，但他们都表示无法支付这笔费用。无奈，郑周永只好让政府签下借据，自己垫付。出发前，韩国政府向他推荐了参加申办活动的人选，但他毫不客气把那些只想出去游览、观光的人员去除，换上自己认为有能力的人。9月，郑周永一行先到了位于伦敦的欧洲奥委会总部，拜访英国奥委会主席，接下来又在比利时参加了韩国的EC研讨会，在卢森堡与詹姆斯皇太子共进晚餐，为申办奥运做游说工作，后到达巴登巴登。之前，郑周永还下达命令动员现代公司法兰克福分部的员工准备好了事务所。:194-195:124-126
为拉选票，日本向奥委会委员赠送了名贵手表。于是，郑周永提出以韩国奥委会委员金泽寿的名义向各位送花篮的建议，但金泽寿觉得这样不和礼节。于是郑周永索性以自己的名义给每个奥委会委员送上了花篮。第二天正式会议结束后，这些奥委会委员见到郑周永后都向他表达对美丽花篮的感谢。一位委员还说：“我觉得您的东西比名贵的手表更能表达一种友好的心意。”每天，郑周永都与团队召开晨会，布置好每人每天的任务。大家开完晨会后就四处开展活动，宿舍、食堂，凡有奥委会委员出没的地方，都积极去沟通交流。他还让韩国馆的工作人员穿上韩服，热情接见每位奥委会官员，并赠送有韩国特色的纪念品。经过大家的共同努力，形势渐渐地向有利于韩国的方向发展。在投票的前一天，德国一家当地报纸评论说：“夏季奥运会非名古屋莫属，而韩国代表自讨没趣，仍然在花冤枉钱。”但郑周永确认经过9天的努力，汉城能拿到至少46票，那样的话申办权非汉城莫属。最终，汉城以52票的结果战胜日本名古屋成功拿下1988年奥运会的申办权。:195-202:126-128

### 退休后
1987年2月，郑周永将现代集团的体制由“会长——社长”制改为“名誉会长——会长——社长”制，将会长一职交给他的四弟郑世永，自己退居二线担任名誉会长。几天后，他把已经担任5届长达10年的全国经济人联合会会长一职交给了LG集团会长具滋暻:244:142。退居二线后，他表示在后半生要“为社会、国家和民族做些事情”，“在政治、经济、文化等领域成为一个能有所贡献的人”:251
退休后的郑周永经常来到瑞山农场。这个农场是他1982年投资6470亿韩圆在忠清南道瑞山郡（現瑞山市）通过填海造田兴建的。瑞山农场总面积4700万坪，其中耕地3300万坪，淡水湖1400万坪，面积比韩国的金堤平原还要大。韩国是个国土面积狭小的国家，郑周永投巨资填海造田旨在为子孙后代造福:213-217:113-116。一些人曾以破坏生态环境为由指责郑周永的填海工程。但瑞山农场建成后，海岸出现了以前未曾有过的珍贵蚬子。韩国海岸警卫队也开始在这里守卫，防止非法捕蚬:219。瑞山农场是现代化的农场，全机械化耕作，平均每人管理35万坪的面积。1993年，郑周永还在瑞山农场成立了峨山农业研究所，招聘农业科技人员从事农业技术的研发。他希望把瑞山农场建设成比美国加州产量还高的粮食生产基地:218-219:144。
1989年1月6日，郑周永应苏联工商会议所所长的邀请访问苏联，探讨西伯利亚开发问题:150。苏联当时还未与韩国建交，郑周永是首位访问苏联的韩国企业家:179。郑周永与苏联签署了成立“韩苏经济合作委员会”的意向书。1990年6月，郑周永应苏联总统经济特别助理彼得拉科夫的邀请再次访问了苏联，双方就苏联引入市场经济体制等问题进行了探讨。同年10月，郑周永访苏时，受到了戈尔巴乔夫和苏联经济决策人、苏共第三号人物米德彼迪夫的接见，双方就西伯利亚开发问题进行了探讨。郑周永还提出希望苏联能为促进朝鲜的繁荣与自由发挥积极作用，得到了戈尔巴乔夫的赞同。戈尔巴乔夫指示米德彼迪夫以他的名义向韩国总统卢泰愚发邀请，并派团参加将在汉城召开的韩苏经济协调委员会会议。一个月后，卢泰愚访问苏联，两国正式建立了外交关系。1991年3月，郑周永再次访问苏联，与苏俄政府第一副总理就俄沿海地区经济合作，石油开发等问题交换了意见，为韩国企业参与俄石油天然气开发创作了条件。在莫斯科期间，他还与专程来访的乌兹别克副总理商谈开发石油等问题。:246-249:151-154

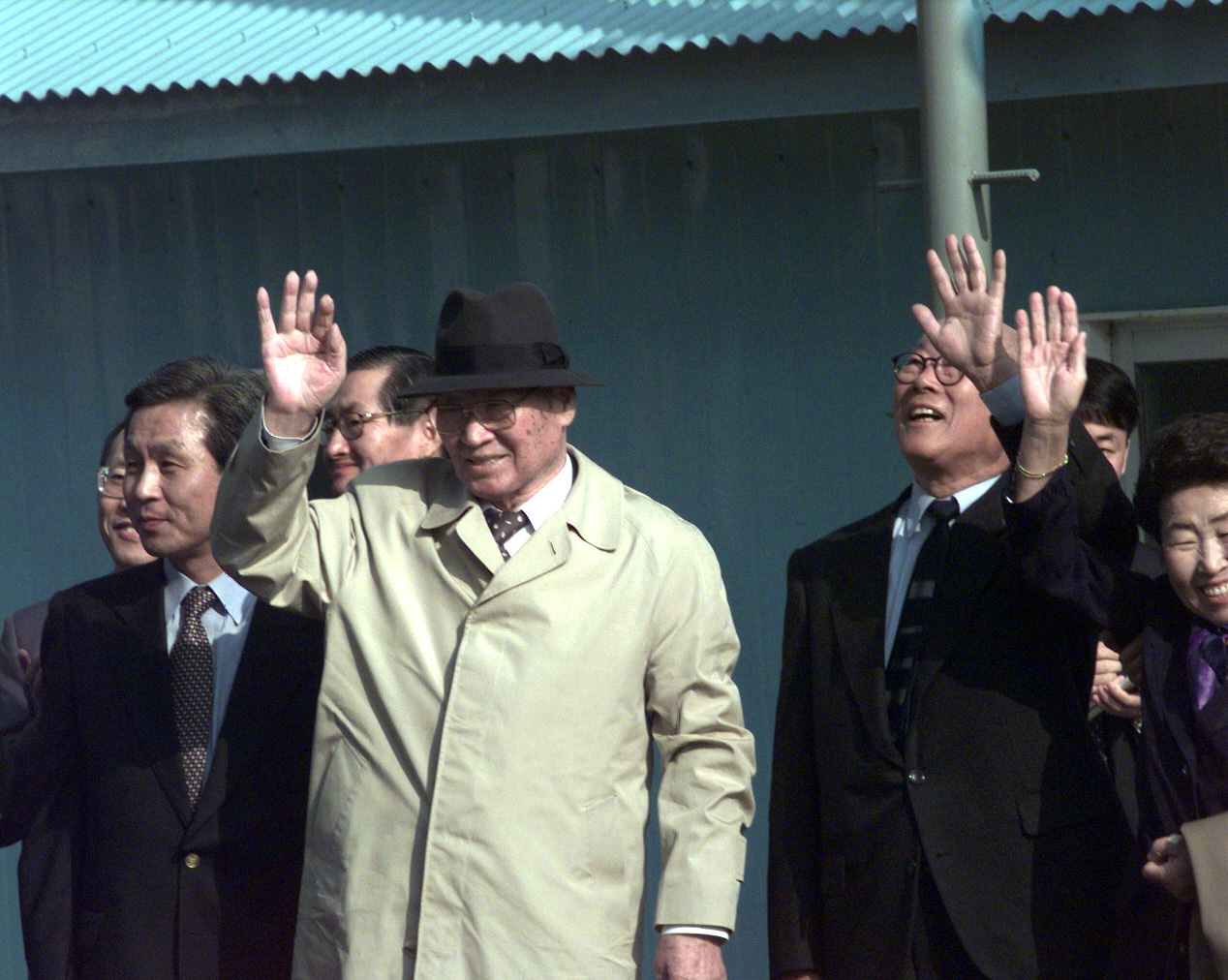
1998年10月郑周永第二次通过板门店进入朝鲜

1989年1月23日，郑周永应朝鲜劳动党高官许琰的邀请访问朝鲜，商谈共同开发金刚山的事宜。期间，他还回故乡通川郡祭祖，并看望了那里的婶婶等亲戚:238-246:145-149。他是首位访问朝鲜的韩国企业家:26-27。1998年6月16日，郑周永带着500头黄牛和30多辆现代汽车从板门店越过军事分界线进入朝鲜，开启了著名的“黄牛外交”，成为朝鲜半岛南北分裂后首位越过军事分界线的民间企业家。访朝期间，郑周永与朝鲜方面交换了金刚山开发意向书，并促成了多项南北合作项目。法国著名社会学家吉·索尔曼通过卫星转播看到郑周永赶着500头黄牛访问朝鲜的盛况，不禁赞叹道：“这是当今最高的前卫艺术”。同年10月27日，郑周永再次赶着501头黄牛经板门店访问朝鲜。他说：“与前一次的500头相加，正好是1001头牛。这1001决不意为着结束，而是意为跨越千年之后，将要有一个新的开始。”金正日亲自在郑周永下榻的地方会见了他，确定了现代集团独家开发金刚山和参与朝鲜各项大型开发项目的优先地位。此后，他还带着郑梦宪先后于1999年10月1日和2000年6月29日访问朝鲜，受到金正日的接见。:181-183
1992年1月1日，郑周永在部署新一年工作的会议上向全体家族成员宣布参加政治活动的决定。同年1月10日，他组建了建党筹委会，发布党的纲领和发起人名单，成立统一国民党:304一个月后的2月8日，统一国民党建党大会隆重召开:161。用了不到一个月的时间，统一国民党就在韩国全国范围内成立了48个地方党组织，3月10日地方党组织的数目就已经达到189个:161:269。郑周永的新党一成立就遭到了政府和舆论界，特别是执政党的猛烈抨击:257。在政府的授意下，银行拒绝给现代集团贷款，阻止其发行公司债券、要去其按时返还收据等，出现了“现代危机说”。“如果统一国民党失败了，现代也就站不住”的说法也开始在现代集团内部流传。许多现代员工在与政府或银行办事受冷遇后纷纷加入统一国民党。曾宣称“将与企业经营完全脱离关系”的郑周永也在现代集团的社长团会议上说：“我为了国家而从事政治活动，请诸位尽量给予帮助”，并劝说现代的员工加入统一国民党。蔚山地区现代集团工人的入党率达到60%，在较短的时间内，统一国民党的人数迅速增加到15万人:164-165。1992年3月24日，成立仅三个月的统一国民党在韩国第十四届国会议员选举中获得了31个席位，让韩国政界为之一惊。5月15日，郑周永在全党代表大会上被推举为统一国民党总统候选人:304-305。1992年12月18日，韩国举行总统大选，金泳三获胜成为韩国第14任总统，鄭周永以380萬票、得票率16.3%的成績落敗。1993年2月，郑周永辞去国会议员的职务，并脱离统一国民党:166:273-274。
1996年，郑周永的次子郑梦九出任为现代集团的会长，郑梦宪担任副会长:176。1997年12月，郑周永最信任的五子郑梦宪成為现代集团联合会长，使现代集团内部出现梦九和梦宪两个派别。2000年3月27日，郑周永在现代总部大楼当着30多位高层管理人员正式宣布郑梦宪为现代集团唯一会长。郑梦九在会上违心地表示会同弟弟合作。作为补偿，郑周永安排郑梦九管理现代集团所有的汽车业务，同时任命郑梦准掌管现代重工及其附属子公司:49-50。

### 去世
自2000年8月以来，郑周永因身体状况多次被送进医院。2001年3月21日晚上，郑周永因老年疾病和肺炎逝世，走完了他86年的人生。韩国总统金大中等政界要人以及经济界知名人士纷纷发唁电哀悼。韩国全国经济人联合会甚至要求为其举行国葬。金正日派前朝鮮亞太和平委員會副委员长兼朝鮮勞動黨統一戰線部部长宋虎景率领吊唁团到韩国代表他吊唁并慰问了郑周永家属。:184

## 公益事业
郑周永是位大慈善家。据估计，他一生捐献了10亿多美元用于慈善事业。1997年，《福布斯》杂志的一份调查表明，世界范围内，郑周永的慈善捐款规模仅次于沃尔特·丹内贝里（12亿美元）和乔治·索罗斯（11亿美元）。虽然他的财富较这两位富翁少，但慷慨度却毫不逊色。郑周永通过峨山财团来支持公益事业。峨山财团创立于1977年，以郑周永的出生地命名。他当时将自己所有的现代集团股份的一半捐献给了峨山财团，此后还不断以股票或现金的形式向财团注人资金。在其创建后的20年内，峨山财团用于提高韩国贫困阶层福利的支出就达7亿美元，为缺医少药的乡村建设了8家现代化的医院。1989年，峨山财团开设了汉城规模最大、设施最先进的医疗中心，对穷人免费开放。此外峨山财团还开设了疗养院、孤儿院和残疾人护理设施，为单亲母亲提供支持、供奖学金帮助贫困失学儿童回到学校等。:252-253
郑周永还长期资助高等教育。1970年，他自出资金创建了蔚山大学。此外，他还向韩国各地大学捐赠建造大楼。其中他在梨花女子大学捐赠建造的工程楼是以培养女工程师为目的建造的。:253

## 荣誉

### 勳章
- 1970年7月17日，朴正熙总统在大邱举行的京釜高速公路通车庆典仪式上，授予郑周永“铜塔产业勋章”[5]:67。
- 1973年4月，因成立现代造船重工业株式会社，韩国政府贈與“金塔产业勋章”[5]:344。
- 1977年10月，获得英国政府颁发的大英帝國勳章[1]:191。
- 1998年2月，因对韩国成功举办1988年奥运会的贡献，韩国政府授予他无穷花勋章[1]:192[4]:202。
- 1998年，国际奥林匹克委员会（IOC）授予郑周永奥林匹克勋章[3]:279。

### 名譽學位
- 庆熙大学名誉工程学博士（1975年）
- 忠南大学名誉经济学博士（1976年）
- 延世大学名誉经济学博士（1985年）
- 美国喬治华盛顿大学名誉经营学博士（1992年）
- 美国霍普金斯大学名誉博士（1995年）
- 高丽大学名誉博士（1995年）[3]:274-278

## 家庭

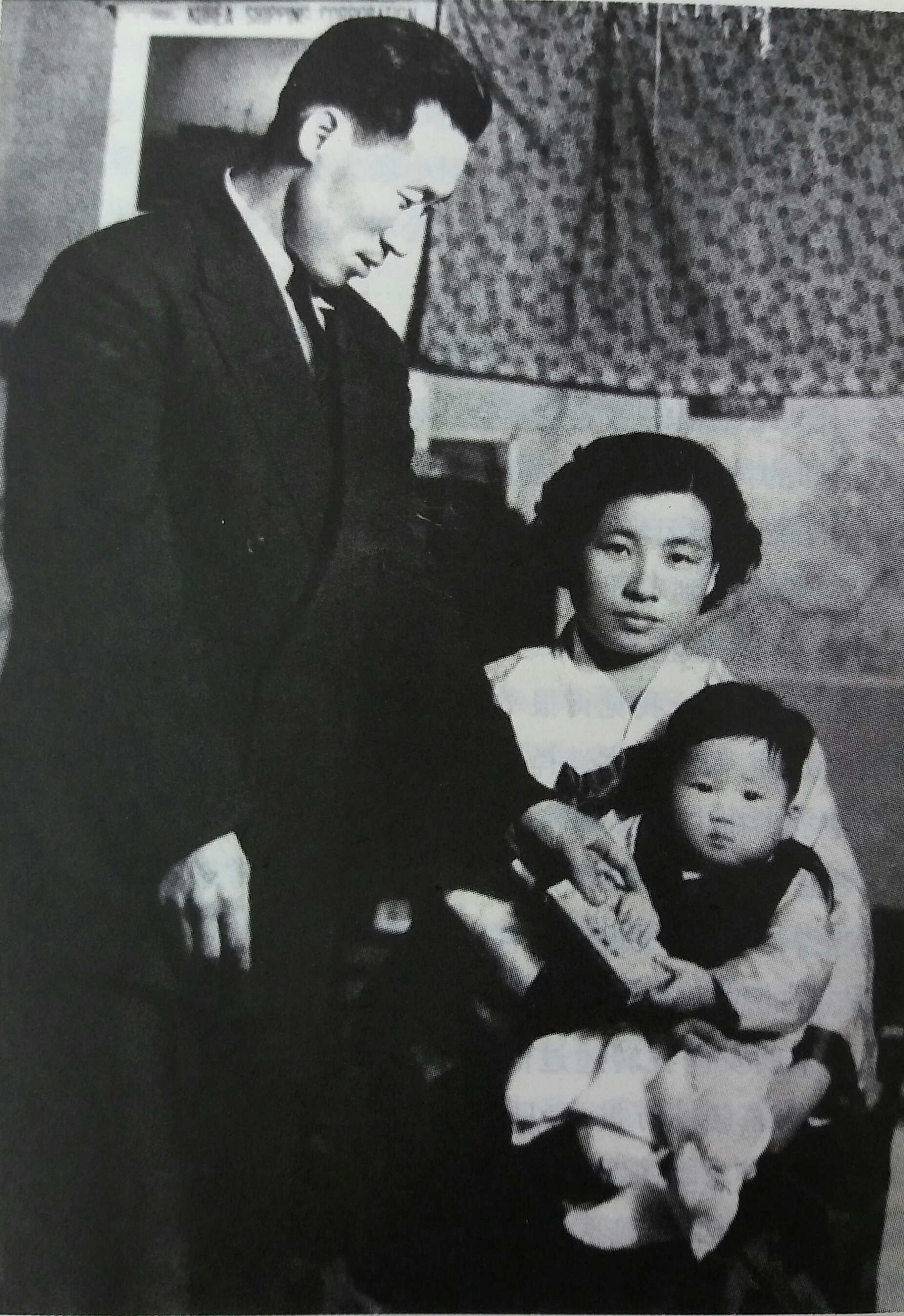
郑周永夫妇与七子郑梦允

### 配偶及子女
- 配偶：邊仲錫（朝鲜语：변중석），1921年8月16日-2007年8月17日）
  - 長子鄭夢弼（朝鲜语：정몽필）（1934年-1982年）：前仁川製鐵社長，在車禍中喪生。
  - 次子鄭夢九（정몽구，1938年-）：目前是現代起亞汽車集團會長、現代汽車會長、起亞汽車會長。
  - 三子鄭夢根（정몽근，1942年-）：目前是現代百貨集團名譽會長。
  - 長女鄭慶姬（정경희，1944年-）
  - 四子鄭夢禹（朝鲜语：정몽우）（1945年-1990年）：前現代鋁業會長，服毒自杀。
  - 五子鄭夢憲（정몽헌，1948年-2003年）：前現代集團會長、前現代峨山會長，跳樓自殺身亡。
  - 六子鄭夢準（정몽준，1951年-）：新世界黨國會議員、現代重工業集團最大股東、FIFA名譽副會長、韓國足協名譽會長；前現代重工業會長、前FIFA副會長（1994年 - 2011年）、前韓國足協會長（1993年 - 2009年）、2002年世界杯組委會委員長。
  - 七子鄭夢允（朝鲜语：정몽윤）（1955年-）：目前是现代海上火灾保险公司會長。
  - 八子鄭夢一（朝鲜语：정몽일）（1959年-）：前現代商業銀行和江原道銀行總裁 ，目前是現代企業金融會長。
  - 次女鄭正仁／鄭仁熙（정정인／정인희，1979年-）
  - 三女鄭正林（정정임，1981年-）

### 兄弟姐妹
- 二弟鄭仁永（朝鲜语：정인영）（1920年-2006年）：漢拿集團創辦人及名譽會長；原《東亞日報》記者，前現代建設社長，在離開現代集團後，他創辦了漢拿集團，并任會長。[12]
- 三弟鄭順永（朝鲜语：정순영）（1922年-2005年）：星宇集團創辦人及名譽會長；曾在現代建設工作，後來他大膽併購了現代水泥，形成星宇集團。
- 妹妹鄭熙永（정희영，1925年-2015年）：現代重工前代表理事。
- 四弟鄭世永（朝鲜语：정세영）（1928年-2005年）：現代產業開發集團名譽會長，前現代集團會長、前現代汽車會長。
- 五弟鄭信永（정신영，1931年-1962年）：《東亞日報》記者，在西德攻讀經濟學博士學位時（同時擔任《東亞日報》特派記者）死於腸梗阻。鄭周永以其名字設立“信永研究基金會”[4]:55-59。
- 六弟鄭相永（朝鲜语：정상영）（1936年-2021年）：KCC集團創辦人及名譽會長。

鄭周永是家中六男二女的長兄，除了上面介紹的五個弟弟和一個妹妹外，還有一个妹妹是在北韓结了婚，却英年早逝:55。

## 延伸阅读
- Kirk, Donald. . Armonk, New York: M.E. Sharpe. 1994. ISBN 9789627160304.
- Steers, Richard M. . New York, NY: Routledge. 1999  [2020-07-09]. ISBN 9780415920506. （原始内容存档于2020-08-07）.